# Michael Gornick
Michael Gornick (1950) è un direttore della fotografia, regista e attore statunitense.
È stato il direttore della fotografia di fiducia del regista statunitense George A. Romero, dalla fine degli anni '70 fino alla metà degli anni '80.
In particolare ricordiamo Martin del 1977 e la versione italiana Wampyr, Zombi del 1978, Knightriders - I cavalieri del 1981, Creepshow del 1982 e infine il terzo capitolo della tetralogia degli Zombie Il giorno degli zombi del 1985. Nel 1987 diresse dietro la macchina da presa Creepshow 2, debuttando così alla regia. Successivamente si dedicò alla produzione di alcune serie televisive, e fra le tante ricordiamo Monsters.

## Filmografia parziale

### Direttore della fotografia
- Wampyr (Martin), regia di George A. Romero (1977)
- Zombi (Dawn of the Dead), regia di George A. Romero (1978)
- Knightriders, regia di  George A. Romero  (1981)
- Creepshow, regia di George A. Romero (1982)
- Il giorno degli zombi (Day of the Dead), regia di George A. Romero (1985)

### Regista
- Creepshow 2 (1987)

### Attore
- The Amusement Park, regia di George A. Romero (1975)